# Мюлленбах (Майен)
Мюлленбах (нем. Müllenbach) — община в Германии, в земле Рейнланд-Пфальц.
Входит в состав района Кохем-Целль. Подчиняется управлению Кайзерзеш. Население составляет 677 человек (на 31 декабря 2010 года). Занимает площадь 4,27 км².